# Гордин, Руфин Руфинович
Руфин Руфинович Гордин (18 июля 1920, Москва — 19 августа 2006, Кишинёв) — русский писатель, журналист, автор исторической прозы.

## Биография
В годы Великой Отечественной войны ушёл добровольцем в ополчение, служил в учебной сапёрной роте. Работал на военном заводе в Ижевске, затем старшим методистом Дома народного творчества и заведующим литературной частью ижевского Республиканского драматического театра (1951—1959).
С 1960 года — в Кишинёве. Был журналистом в молдавских периодических изданиях, газете «Юный ленинец», редактором детского журнала «Звёздочка». С 1960 года публиковал историческую прозу.
Член Союза писателей Молдавии, Союза писателей СССР и Союза журналистов СССР.

## Семья
Племянник создателя радиотеатра Розы Марковны Иоффе и театрального художника Меера Марковича Иоффе (1895—1960). Составитель книги «В славе и в горестях: из дневников Розы Марковны Иоффе 1942—1966 годов». Кишинёв: Понтос, 2001. — 200 с; сохранилась его переписка с Р. М. Иоффе.

## Книги
- Когда семь больше ста. Кишинёв, 1961.
- Листки из Книги Земли. Кишинёв: Картя молдовеняскэ, 1962.
- Рассказы о Заикине. Кишинёв: Картя молдовеняскэ, 1964.
- Живой сплав. Кишинёв: Лумина, 1966.
- Возвращение Человека-тайны. Кишинёв: Лумина, 1967.
- Солнце Фэт-Фрумоса (для среднего и старшего школьного возраста). Кишинёв: Лумина, 1968.
- Опасен… Опознан… Бежал… Кишинёв: Картя молдовеняскэ, 1972.
- Возвращение Человека-тайны; Чемпионский пояс: Повести. 2-е издание. Кишинёв: Картя молдовеняскэ, 1972.
- История с географией. Кишинёв: Лумина, 1976.
- Чудеса с «Географией», или Вчера и Завтра. Кишинёв: Лумина, 1976.
- Geografie cu minuni (на молдавском языке). Trad. de I. Şerban. Кишинёв: Литература артистикэ, 1977.
- Илья Богдеско, народный художник СССР. Кишинёв: Лумина, 1977.
- Странная персона. Кишинёв: Литература артистикэ, 1977.
- Колокола опалы и свирель любви (или Ромео и Джульетта на российский лад). Кишинёв: Литература артистикэ, 1984.
- Чудеса в решете… Кишинёв, 1985.
- Под звездою Кутузова. Кишинёв: Литература артистикэ, 1987.
- Под пушкинской звездою. Кишинёв: Литература артистикэ, 1989.
- Жестокая конфузия царя Петра. М.: Армада, 1996.
- Петру Великому покорствует Персида. Роман. М.: Армада, 1997.
- Шествие императрицы, или Ворота в Византию (Роман о предначертанном, но несбывшемся). М.: Армада, 1998.
- Цари… Царевичи… Царевны… М., 2000.
- Роза Иоффе. В славе и в горестях: из дневников 1942—1966 годов. Подготовка текста и комментарии Р. Р. Гордина. Кишинёв: Pontos, 2001.
- Иван V (Серия «Романовы: Династия в романах»). М.: Армада, 2001.
- Василий Голицын: Игра судьбы. М.: Астрель, 2001.
- Хроника любви и смерти: Александр и Екатерина (с Валентином Азерниковым). М.: АСТ Астрель, 2003.
- Иван V: Цари… царевичи… царевны… М.: АСТ Астрель, 2003.
- Фёдор Головин. С Петром в пути: исторический роман. М.: АСТ Астрель, 2004.